# Bernardino Telesio
Bernardino Telesio, italijanski filozof in naravoslovni empirist, * 1509, Cosenza, Kalabrija, Italija, † 1588, Cosenza.
Telesio je en prvih raziskovalcev, ki razume problem raziskovanja narave ločen od študij metafizike in teologije. Imel je velik vpliv na kasnejše generacije filozofov narave, ki jih danes dojemamo kot začetnike modernega znanstvenega raziskovanja. Namesto priznavanja avtoritete Aristotela, ki je bilo značilno za takrat na univerzah prevladujočo pozno sholastiko, se je vrnil k Aristotelovi metodologiji, ki priznava pomembnost empiričnemu raziskovanju nasproti spekulativnosti sholastične dialektike. 
Izhajal je iz ugledne in bogate družine, kar mu je omogočilo dobro izobrazbo. Ker se je čutil odtujen od sholastičnih tokov tedanjih univerz, se je odločil, da bo ostal laik. Poroka leta 1553 mu je prinesla finančno stabilnost, vendar je z ženino smrtjo 1561 zapadel v dolgove. Kljub temu, da je užival ugled v cerkvenih krogih, je zavračal duhovniško službo in s tem stolnico nadškofa v domačem mestu, ki mu jo je ponujal papež Pij IV.. Kmalu po njegovi smrti leta 1588 so bila njegova dela uvrščena na Indeks. 

## De rerum natura
Njegovo najpomembnejše delo je »O naravi stvari« (De rerum natura), obsežen sklop devetih knjig, ki je za časa Telesijevega življenja zgolj krožil v posameznih manjših sklopih. 